# Величко, Алексей Никонович
Алексе́й Ни́конович Вели́чко (2 ноября 1896 года, хут. Большая Сасовка, Коротоякский уезд, Воронежская губерния — 30 октября 1978 года, Львов) — советский военный деятель, генерал-майор (2 ноября 1944 года). Краснознамёнец (1922).

## Начальная биография
Алексей Никонович Величко родился 2 ноября 1896 года в хуторе Большая Сасовка, ныне Сасовке 1-й Репьёвского района Воронежской области.
Работал в столярной мастерской Пильберга в Самарканде, а с февраля 1914 года — на винодельном заводе Озерова.

## Военная служба

### Первая мировая и гражданская войны
В декабре 1915 года призван в ряды Русской императорской армии и направлен в 7-й Сибирский запасной стрелковый полк, дислоцированный в Самарканде, где в мае 1916 года окончил учебную команду. В июле с маршевой ротой направлен на Кавказский фронт и зачислен в Елисаветпольский 156-й пехотный полк (39-я пехотная дивизия). С октября 1916 года лечился в госпитале по болезни в городе Сарыкамыш и по выздоровлении вернулся в 7-й Сибирский запасной стрелковый полк, дислоцировавшийся в Каттакургане и Самарканде, где в 1917 году избран председателем ротного и членом полкового комитетов. В июле полк направлен на Западный фронт, однако по пути из Самары был возвращен обратно. Летом А. Н. Величко произведён в чин младшего унтер-офицера, а в начале сентября — в чин старшего унтер-офицера и избран секретарем полкового комитета. В начале декабря убыл в отпуск в Самарканд.
В январе 1918 года вступил в Самаркандский красногвардейский отряд и назначен помощником командира пулемётного взвода, после чего принимал участие в разоружении казачьих частей, возвращавшихся с фронта, а также в боевых действиях против войск Эмира Бухарского. 30 марта отряд вернулся из Бухары, а А. Н. Величко с 4 апреля служил формировавшемся 1-м Самаркандском отдельном стрелковым батальоном и назначен командиром нестроевой роты, в июле — заведующим Самаркандским конным запасом, а в октябре — командиром роты в составе того же 1-го Самаркандского стрелкового полка и принимал участие в боевых действиях против басмачества на Ферганском фронте. В апреле 1919 года батальон направлен на Закаспийский фронт, где назначен на должность помощника командира 3-го батальона в составе 1-го Туркестанского стрелкового полка, а в сентябре — на должность командира этого же батальона и воевал с ним вплоть до ликвидации Закаспийского фронта.
За отличия в боях Приказом Революционного Военного Совета Республики № 184 от 5 сентября 1922 года командир 1-го батальона 1-го Туркестанского стрелкового полка Алексей Никонович Величко награждён орденом Красного Знамени РСФСР, а также орденом Красного Знамени Хорезмской Народной Республики (1925).

### Межвоенное время
В августе 1920 года назначен на должность помощника командира, а в октябре — на должность командира 1-го Туркестанского стрелкового полка, который в мае 1921 года был слит со 2-м Туркестанским полком, а А. Н. Величко служил помощником командира и исполняющим должность командира. В октябре 1922 года направлен на учёбу на курсы «Выстрел», после окончания которых в октябре 1923 года назначен на должность помощника командира 1-го Полторацкого стрелкового полка (1-я Туркестанская стрелковая дивизия), дислоцированного в Мерве, в марте 1924 года — на должность начальника Ташаузского боевого района и начальника гарнизона города Хива, а в январе 1925 года — на должность командира батальона 2-го Мервского стрелкового полка, дислоцированного в городе Мары.
В январе 1926 года направлен на учёбу на Туркестанские курсы востоковедения в Ташкенте, после окончания которых в ноябре того же года назначен комиссаром Керкинского военного округа, а в июне 1927 года — помощником командира 9-го Туркестанского стрелкового полка (3-я Туркестанская стрелковая дивизия), дислоцированного в Термезе.
С сентября 1929 года учился в Военной академии имени М. В. Фрунзе, после окончания которой с мая 1933 года служил преподавателем Объединённой Средне-Азиатской военной школы имени В. И. Ленина. В августе 1934 года А. Н. Величко переведён в штаб Среднеазиатского военного округа, служил начальником 2-го сектора и помощником начальника разведывательного отдела, начальником 2-го отделения разведывательного отдела.
В августе 1938 года назначен на должность преподавателя общевойсковой кафедры Военно-политической академии имени В. И. Ленина.

### Великая Отечественная война
С началом войны находился на прежней должности.
17 декабря 1941 года направлен в Тюмень на должность начальника Таллинского пехотного училища, но по прибытии в штаб Уральского военного округа назначен начальником 1-го Тюменского военного пехотного училища.
В июне 1943 года направлен на учёбу на ускоренный курс при Высшей военной академии имени К. Е. Ворошилова, после окончания которого 13 февраля 1944 года назначен на должность командира 122-й стрелковой дивизии (Карельский фронт), которая вела боевые действия на кандалакшском направлении, охраняя Кировскую железную дорогу и город Кандалакша. В ноябре дивизия передислоцирована в район города Плоешти (Румыния) и с января 1945 года принимала участие в боевых действиях в ходе Будапештской наступательной и Балатонской оборонительной операций. 13 марта 1945 года в бою за населённый пункт Драва Саболч (Венгрия) генерал-майор А. Н. Величко был ранен и до 23 марта находился в госпитале, после чего вернулся на прежнюю должность командира дивизии, которая принимала участие в Венской наступательной операции. 11 апреля в бою в районе населённого пункта Святой Урбан (Венгрия) А. Н. Величко вновь был ранен и до 5 мая лечился в госпитале.
За время войны комдив Величко был два раза упомянут в благодарственных приказах Верховного Главнокомандующего.

### Послевоенная карьера
После окончания войны находился на прежней должности.
С 12 сентября 1945 года генерал-майор А. Н. Величко служил в штабе Киевского военного округа начальником Управления боевой и политической подготовки, с февраля 1947 года — начальником отдела всевобуча, с июля 1948 года — начальником 4-го отдела Управления боевой и политической подготовки, а с июля 1954 года — начальником 5-го отдела Управления боевой подготовки округа.
Генерал-майор Алексей Никонович Величко 1 октября 1955 года вышел в запас. Умер 30 октября 1978 года во Львове.

## Награды
- Орден Ленина (21.12.1945[7]);
- Три ордена Красного Знамени (05.09.1922, 03.11.1944, 24.06.1948)[7];
- Орден Отечественной войны 1 степени (19.11.1944);
- Медали.

Иностранные награды:
- Орден Красного Знамени Хорезмской Народной Республики (02.04.1925);
- Юбилейная памятная медаль Освобождения (ВНР; 1970).

Приказы (благодарности) Верховного Главнокомандующего в которых отмечен А. Н. Величко.
- За овладение городами Секешфехервар, Мор, Зирез, Веспрем, Эньинг. 24 марта 1945 года. № 306
- За овладение городом Надьканижа — важным узлом дорог и сильным опорным пунктом обороны немцев. 2 апреля 1945 года. № 327